# Une affaire intime
Une affaire intime est un roman écrit par l'écrivain, historien et homme politique français Max Gallo, paru en 1979.

## Présentation
Un écrivain qui manque d'inspiration part pour un séjour sur la Côte d'Azur. Là-bas, il va être mêlé à la vie locale et va découvrir les manipulations, les malversations du maire de la commune et de ses amis. Mais il va payer au prix fort cette propension à s'occuper de ce qui ne le regarde pas.
Ce roman de Max Gallo a fait l'objet d'une adaptation au cinéma en 1982 sous le titre : Boulevard des assassins, mis en scène par Boramy Tioulong, avec Victor Lanoux, Jean-Louis Trintignant, Marie-France Pisier et Stéphane Audran.